# Skalsko
Skalsko är en ort i Tjeckien.   Den ligger i regionen Mellersta Böhmen, i den centrala delen av landet, 40 km nordost om huvudstaden Prag. Skalsko ligger 311 meter över havet och antalet invånare är 364.
Terrängen runt Skalsko är platt.Runt Skalsko är det ganska tätbefolkat, med 65 invånare per kvadratkilometer. Närmaste större samhälle är Mladá Boleslav, 10,3 km öster om Skalsko. Trakten runt Skalsko består till största delen av jordbruksmark.